# Tarentule (album)
Tarentule est l'unique album (studio) du groupe musique folk français Tarentule, sorti en 1978.

## Historique
Sources,
L'unique album (éponyme) de Tarentule, enregistré en avril 1977, sort l'année suivante chez Arfolk.
L'essentiel du répertoire est tiré de recueils de chansons traditionnelles françaises du type Canteloube ou Barbillat-Touraine, et de recueils de danses datées de la Renaissance. Y figurent également quelques collectages réalisés par les membres du groupe, dont l'action est demeurée concentrée sur le Poitou et la région du Centre.
Tarentule utilise des instruments anciens tels que le courtaud, la mandole ou le mandoloncelle, hérités du Moyen Âge auxquels s'ajoutent des chants grégoriens, en chœurs ou a cappella.
De par la disparité des expériences musicales de chacun des quatre membres de la formation, le répertoire de Tarentule est éclectique. Les musiciens combinent ainsi dans Adieu ma si charmante blonde / Trist' Annada / Marche de Goliath et sa femme une chanson dauphinoise avec une bourrée corrézienne et une valse de cette ancienne région franco-belge qu'était l'Hainaut, avec L'Oiseau de la Meunière / Avant-deux une chanson du Bas-Berry avec un avant-deux vendéen, avec Branles / Le Déserteur du régiment d'Auvergne / Air d'après Gaillarde d'Hassler des branles dits écossais avec un chant haut-breton ou avec Au saint Nau / Noël anglais un chant de noël poitevin avec un chant de noël anglais.
Les thèmes abordés, la désertion, le départ à l'armée (Adieu ma si charmante blonde), les chansons de meunières (L'Oiseau de la meunière), les traditions paysannes liées aux mois de l'année (Trimousette est une chanson de quête pour le 1er mai), le Noël poitevin interprété en vieux français, Au Saint Nau, suivi d'un Noël anglais.
Cet unique album a été réédité sous le label Ethnea, un sous-label de Musea.

## Liste des titres
Sources
| No | Titre                                                                                           | Durée |
| -- | ----------------------------------------------------------------------------------------------- | ----- |
| 1. | Branles - Dits d'Écosse / Le Déserteur du régiment d'Auvergne / Air d'après Gaillarde d'Hassler | 7.14  |
| 2. | Adieu ma si charmante blonde / Trist' Annada / Marche de Goliath et sa femme                    | 5.03  |
| 3. | Les Galios / Seigneurs, sachez qui or s'en ira                                                  | 3.59  |
| 4. | L'Oiseau de la Meunière / Avant-deux                                                            | 6.05  |
| 5. | Au saint Nau / Noël anglais                                                                     | 4.49  |
| 6. | Trimousette                                                                                     | 6.33  |

## Personnel
- Jean-Patrick Hélard : violon, guitare, psaltérion, percussions
- José Ponzone : chant, mandoloncelle, cornet à pistons, courtaud, flûte à bec, vielle à roue, violoncelle, percussions
- Bernard Lasbleiz : chant, accordéon, concertina, percussions
- Alain Rolland : chant, mandole, violon, psaltérion, dulcimer, violoncelle, guitare portugaise, percussions